# Società Veneziana Automobili Navali
La Società Veneziana Automobili Navali o S.V.A.N., cantiere navale con sede a Venezia nel sestiere di Castello, fu un'importante azienda produttrice di motoscafi d'altura nel periodo che comprende la prima e la seconda guerra mondiale. La società venne fondata dall'ing. Attilio Bisio nel 1916, anche se secondo altre fonti nella prima metà del 1917, e si dedicò subito alla produzione di motoscafi militari. Secondo la Marina Militare i primi mezzi entrarono in servizio nel marzo 1916.
Questi motoscafi erano inizialmente denominati MAS, che era sigla di Motoscafi Armati SVAN, quindi Motoscafi armati siluranti o anti sommergibili. Furono prodotti fino al 1943.

## Modelli
- Tipo "S.V.A.N. da 12 Tonn." (1916 - 1928)
- Tipo "S.V.A.N. da 19 Tonn." (1918 - 1922)
- Tipo "Baglietto da 12 Tonn." (1917 - 1922)
- Tipo "S.V.A.N. veloce 1917" (1923 - 1928)
- Tipo "S.V.A.N. autocannoniere" (1925 - 1929)
- Tipo "S.V.A.N. velocissimo da 14 Tonn." (1930 - 1943)
- Tipo "S.V.A.N. velocissimo diesel MAS 437" (1934 - 1943) [4]